# Lundrim Hetemi
Lundrim Hetemi (Fredericia, 18 febbraio 2000) è un calciatore albanese con cittadinanza danese, centrocampista del Vejle.

## Biografia
È nato in Danimarca da genitori kosovari-albanesi.

## Carriera

### Club
Cresciuto nel Fredericia, club della sua città natale, nel 2015 si trasferisce al Vejle.

### Nazionale
Ha giocato nelle nazionali giovanili albanesi Under-20 ed Under-21.

## Statistiche

### Presenze e reti nei club
Statistiche aggiornate al 18 maggio 2025.
| Stagione        | Squadra         | Campionato      | Campionato | Campionato | Coppe nazionali | Coppe nazionali | Coppe nazionali | Coppe continentali | Coppe continentali | Coppe continentali | Altre coppe | Altre coppe | Altre coppe | Totale | Totale | Totale |
| Stagione        | Squadra         | Comp            | Pres       | Reti       | Comp            | Pres            | Reti            | Comp               | Pres               | Reti               | Comp        | Pres        | Reti        | Pres   | Reti   |        |
| --------------- | --------------- | --------------- | ---------- | ---------- | --------------- | --------------- | --------------- | ------------------ | ------------------ | ------------------ | ----------- | ----------- | ----------- | ------ | ------ | ------ |
| 2017-2018       | Vejle           | 1D              | 0          | 0          | CD              | 2               | 0               | -                  | -                  | -                  | -           | -           | -           | 2      | 0      |        |
| 2018-2019       | Vejle           | SL              | 0          | 0          | CD              | 0               | 0               | -                  | -                  | -                  | -           | -           | -           | 0      | 0      |        |
| 2019-2020       | Vejle           | 1D              | 7          | 0          | CD              | 2               | 0               | -                  | -                  | -                  | -           | -           | -           | 9      | 0      |        |
| 2020-2021       | Vejle           | SL              | 19         | 0          | CD              | 5               | 0               | -                  | -                  | -                  | -           | -           | -           | 24     | 0      |        |
| 2021-2022       | Vejle           | SL              | 22         | 0          | CD              | 7               | 0               | -                  | -                  | -                  | -           | -           | -           | 29     | 0      |        |
| 2022-2023       | Vejle           | 1D              | 3          | 0          | CD              | 0               | 0               | -                  | -                  | -                  | -           | -           | -           | 3      | 0      |        |
| lug.-ago. 2023  | Vejle           | SL              | 3          | 0          | CD              | 0               | 0               | -                  | -                  | -                  | -           | -           | -           | 3      | 0      |        |
| 2023-2024       | Fredericia      | 1D              | 24         | 2          | CD              | 7               | 0               | -                  | -                  | -                  | -           | -           | -           | 31     | 2      |        |
| 2024-2025       | Vejle           | SL              | 31         | 0          | CD              | 1               | 0               | -                  | -                  | -                  | -           | -           | -           | 32     | 0      |        |
| Totale Vejle    | Totale Vejle    | Totale Vejle    | 85         | 0          |                 | 17              | 0               |                    | -                  | -                  |             | -           | -           | 102    | 0      |        |
| Totale carriera | Totale carriera | Totale carriera | 109        | 2          |                 | 24              | 0               |                    | -                  | -                  |             | -           | -           | 133    | 2      |        |

## Palmarès

### Club

#### Competizioni nazionali
- 1. Division: 2

Vejle: 2019-2020, 2022-2023